# Зубная фея (фильм, 1997)
«Зубная фея» (англ. Toothless) — американский телевизионный фильм 1997 года. Режиссёр Мелани Майрон.

## Сюжет
Фильм открывает воспоминания Кэтрин Льюис о визите к стоматологу доктору Грину, который занял офис её отца доктора Льюиса после того, как он умер. Её папа был стоматологом, как и её дедушка и прадед, который выполнил свою работу при Аврааме Линкольне, и она тоже стремилась стать стоматологом. Она всегда имела совершенные зубы.
Когда Кэтрин выросла, она стала стоматологом и теперь управляет офисом, в котором раньше работали её папа и доктор Грин. Она очень успешна в карьере, но несчастна в личной жизни. Кэтрин боится любить кого-либо, так как боится, что в случае, если она кого-нибудь полюбит, то сразу же потеряет, поскольку она потеряла своего папу. Доктор Грин мёртв. Её лучшая подруга Минди замужем и счастлива. Кэтрин остается холостой и отвергает каждого человека, кто ухаживает за ней.
Однажды Кэтрин идет в банк, чтобы внести несколько чеков в течение перерыва, и она видит Минди на другой стороне улицы. Кэтрин случайно сбивает на дорогу велокурьер. Кэтрин теряет сознание, попадает под машину и умирает. Она пробуждается в области называемой Лимбом, которое, находится между Раем и Адом. Регистратор Лимба показывает Кэтрин, что она умерла и что она должна найти своего патронатора для дальнейшей инструкции. Строгая наблюдательница Лимба по имени Роджерс заходит и показывает, что, когда кто-то умирает, если он или она не выполнили хорошие дела на Земле, они должны исполнить общественную работу, чтобы попасть в Рай, поднявшись по Лестнице к Раю. Если они терпят неудачу, они едут в Ад через Адский лифт. После просмотра книги выборов общественной работы прежних стоматологов, она останавливается на должности «поиск молочных зубов», которую она не понимает, пока она не подписывает контракт — Зубная Фея.
Инструктор по имени Раул обучает её и рассказывает ей о том, как выполнить её работу. Когда Кэтрин спрашивает о своей предшественнице, Роджерс заявила, что она была уволена.
Роджерс показывает Кэтрин её офис, который содержит нерабочий телефон, телевизор, который показывает ей детей, которые теряют зубы, и старинную пишущую машинку, автоматически печатающую имена и месторасположения этих детей.
В первую ночь на работе Кэтрин посещает мальчика по имени Бобби Джеймсон. Как оказалось, дети, которые имеют по крайней мере один молочный зуб, могут видеть её, в то время как те, кто потеряли все свои молочные зубы, не могут, поскольку потеря молочных зубов символизирует потерю невинности, которая позволяет видеть не поддающиеся объяснению существа. Бобби кажется очень сердитым и грубым. Кэтрин заменяет его зуб на серебряную монету своей палочкой, в то время как Бобби убежден, что это — сон. На следующий день в школе хулиган по имени Джефф выбивает Бобби ещё один зуб. Кэтрин навещает его снова той ночью и обнаруживает, что мама Бобби умерла от рака, а его папа всегда занят на работе. Она решает помогать ему и другим детям в его школе с их проблемами: Бобби помогает завоевать сердце школьной красавицы по имени Кэрри, его школьному другу латиноамериканско-восточноазиатского происхождения — похудеть и накачать мышцы, а Кэрри — выучить биологию, чтобы поехать в летний биологически лагерь; но раскрытие себя живущим людям — серьёзное нарушение правил. Она должна предстать перед советом судей (всех из которого зовут Джо). Совет сообщает ей, что ей отказано в доступе к Раю, и она должна ещё неделю отработать.
В это время родительский совет во главе с мамой Кэрри жалуется директору школы на Бобби, и его собираются исключить. Кэтрин чувствует, что потребности детей больше, чем её собственные, и просит, чтобы Раул рассказал ей, как стать видимой взрослым. Раул говорит ей лишь, что нужно «снять защиту». Кэтрин не понимает его слов. Когда она приходит в школу, дети узнают её, но взрослые её по-прежнему не видят. Она говорит Бобби, что любит его и обнимает его. В это время она становится видимой, и все понимают, что она реальна и что Бобби не безумен.
Вдруг появляется Роджерс и ещё несколько надзирателей. Они волокут её обратно в Лимб, а в Лимбе — в Адский лифт. Она спускается в ад, вспоминая всю свою жизнь и смерть, но внезапно оказывается на Земле. Она сначала думает, что это всё ей привиделось во сне, но потом узнаёт в рабочем на улице Раула, который говорит ей, что ей дали второй шанс в жизни. Она полагает, что её папа использовал свои связи в Лимбе, чтобы получить для неё второй шанс, поскольку она получила свой урок. Она также узнаёт в регулировщике Роджерс, которая говорит ей: «Я слежу за тобой».
Кэтрин возвращается к работе с новооткрытой любовью к жизни. У неё новый пациент, которым оказывается Бобби; он сначала узнаёт её, но после того, как она удаляет ему последний молочный зуб, он её забывает. Его папа не узнает её, и она приглашает его и Бобби пойти вместе с ней на бейсбол. Они принимают это приглашение, и подразумеваются будущие отношения между Кэтрин и Г. Джеймсоном.

## В ролях
| Актёр          | Роль                |
| -------------- | ------------------- |
| Кёрсти Элли    | доктор Кэтрин Льюис |
| Линн Редгрейв  | Роджерс             |
| Айлин Бреннан  | Джо #1              |
| Кейли Куоко    | Лори                |
| Ярдли Смит     | Фил                 |
| Маркус Тодзи   | Тревор              |
| Кэтрин Заремба | Керри               |
| Мелани Майрон  | Минди               |